# حسين أباد كردة (حسين أباد كردها)
حسین أباد کردة (بالفارسية: حسین‌آباد کرده) هي منطقة سكنية تقع في إيران في البلدة المركزية. يقدر عدد سكانها بـ 1,303 نسمة .